# Feste Fehmarnbeltquerung

Lage der geplanten Fehmarnbelt-Querung

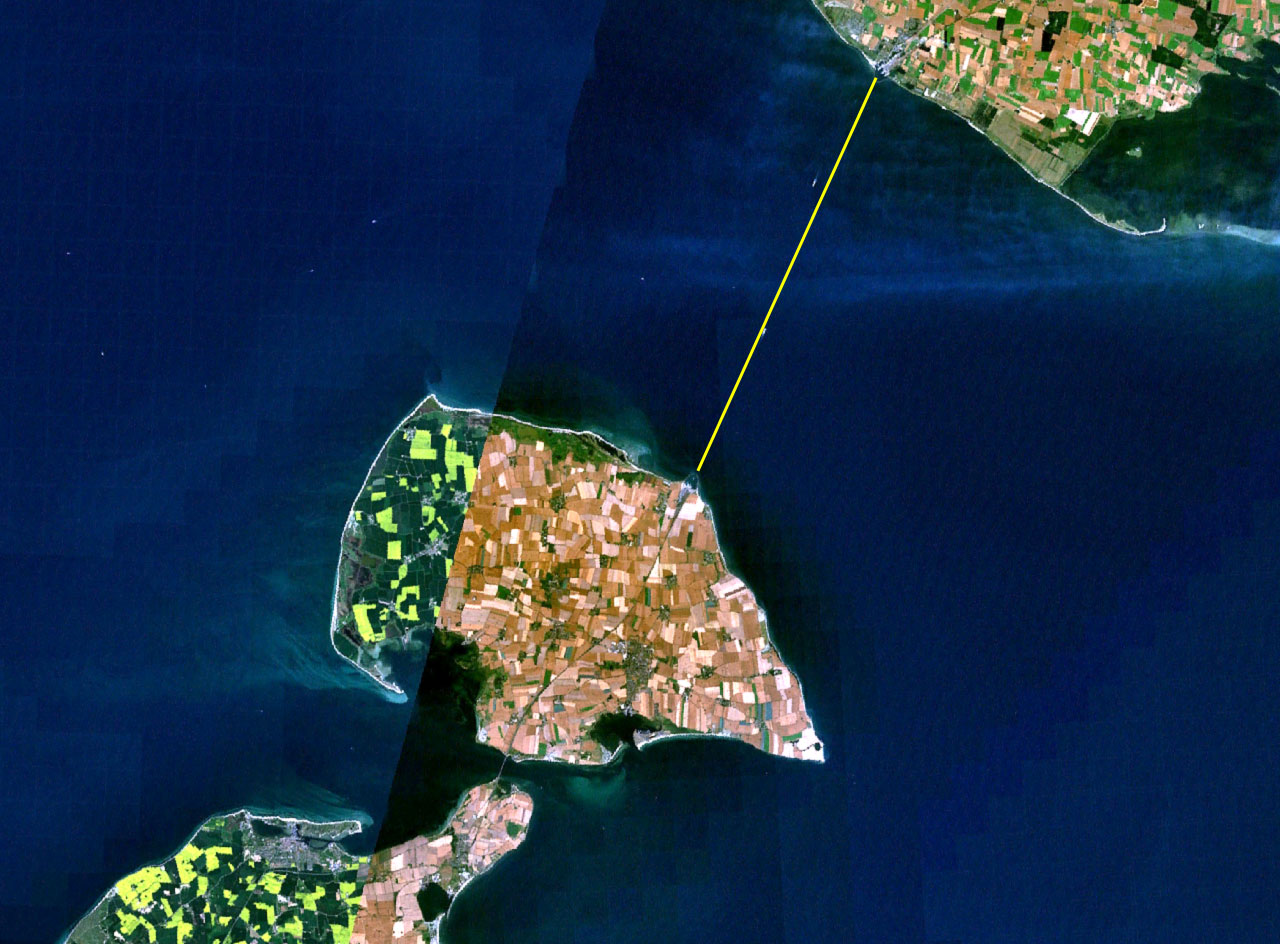
Satellitenbild mit Fährroute der Vogelfluglinie über den Fehmarnbelt

Die Feste Fehmarnbeltquerung (FFBQ) ist eine in Bau befindliche Verkehrsverbindung unter dem Fehmarnbelt hindurch zwischen Dänemark und Deutschland. Das Bauvorhaben ist im Rahmen der Skandinavisch-Mediterranen Achse ein Teil der Kernnetzkorridore der Transeuropäischen Netze. Es sieht eine 17,6 Kilometer lange Tunnelquerung und einen Ausbau der Schienen- und Straßenhinterlandanbindungen in Deutschland und Dänemark vor. Auf deutscher Seite besteht die Feste Fehmarnbeltquerung aus vier miteinander verbundenen Bauprojekten. Neben dem Fehmarnbelttunnel mit einer Rampe auf der deutschen Seite am Fährhafen Puttgarden handelt es sich um eine breitere Bundesstraße 207, den zweigleisigen Ausbau der Bahnstrecke im Hinterland und eine neue Querung des Fehmarnsunds zwischen Insel und deutschem Festland.
Dänemark baut den Tunnel auf eigene Kosten von geschätzt 7,1–7,4 Milliarden Euro und wird ihn betreiben. Deutschland kommt für die Kosten der Straßen- und Eisenbahnanbindung auf deutscher Seite in Höhe von 3,5 Milliarden Euro auf. Bauherr ist die Femern A/S, sie ist Teil der Sund & Bælt Holding A/S, eines hundertprozentigen Staatsunternehmens des dänischen Verkehrsministeriums. Mautgebühren in Höhe der heute üblichen Schiffspassagegebühren sollen das Projekt refinanzieren. Der Bau des Fehmarnbelttunnels sollte zunächst im Jahr 2015 beginnen, die Inbetriebnahme war für 2021 vorgesehen. Aufgrund der Dauer des Genehmigungsverfahrens auf deutscher Seite, insbesondere des 7 Jahre dauernden Planfeststellungsverfahrens, wird mit einer Inbetriebnahme erst im Jahre 2029 gerechnet. Die Realisierung ist als vierröhriger Absenktunnel vorgesehen und wurde der ursprünglich geplanten Brückenlösung vorgezogen.

## Ausgangssituation und Interessenlagen

### Geographische Situation und Geschichte
Der Fehmarnbelt ist die Meerenge in der westlichen Ostsee zwischen den Inseln Fehmarn (Deutschland) und Lolland (Dänemark). Beide Inseln bilden mit den anliegenden Kreisen (Kreis Ostholstein in Schleswig-Holstein und Region Sjælland in Dänemark) und der Stadt Lübeck die Fehmarnbeltregion, eine Europaregion. Die kürzeste Verbindung über den Belt zwischen den Häfen von Puttgarden und Rødbyhavn beträgt 18,6 km.

Die als Vogelfluglinie bezeichnete Strecke über Hamburg, den Fehmarnbelt und Kopenhagen ist die kürzeste Verbindung von Westeuropa nach Südskandinavien. Bereits ab 1940, nach der Besetzung Dänemarks im Zweiten Weltkrieg, wurden im Auftrag des Hamburger Gauleiters Kaufmann von dem Architekten Heinrich Bartmann Pläne erarbeitet, sowohl den Fehmarnsund als auch den Fehmarnbelt mit Brücken für Eisenbahn und Autobahn zu überqueren. 

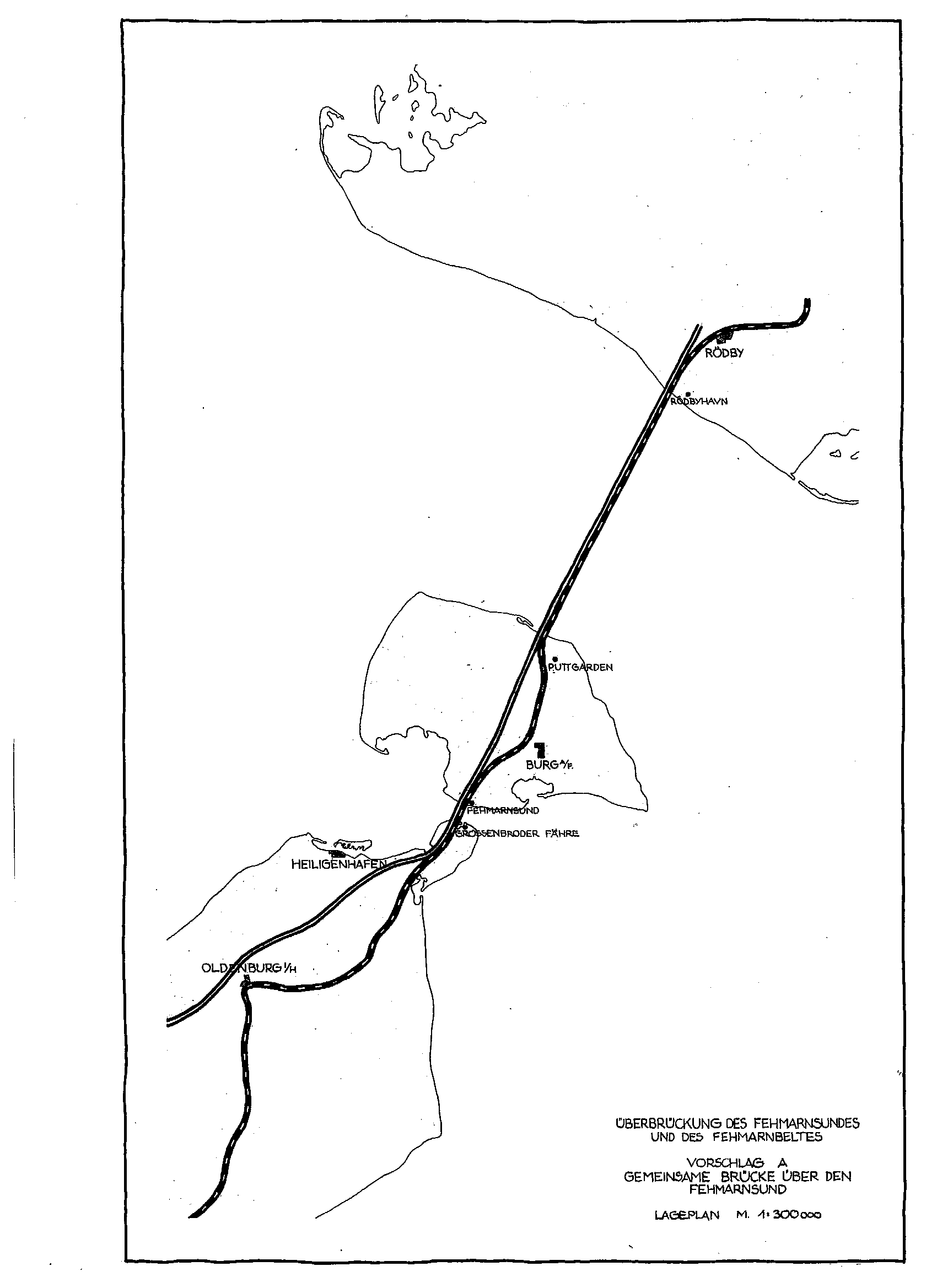
Vorschlag von Heinrich Bartmann zur Überquerung von Fehmarnsund und Fehmarnbelt 1941

Nach der Anbindung der Insel Fehmarn an das deutsche Festland mittels der Fehmarnsundbrücke 1963 wurde die Strecke über den Fehmarnbelt gemeinsam von den deutschen und dänischen Staatsbahnen als „Vogelfluglinie“ betrieben, wobei Fähren für den Eisenbahn- und Straßenverkehr den Fehmarnbelt im 30-Minuten-Takt bei einer Überfahrtdauer von 45 Minuten überqueren. Die den Fährverkehr betreibende DFO GmbH wurde im Jahr 1998 zusammen mit der Scandlines A/S unter dem Dach der von der Deutschen Bahn AG und dem dänischen Transportministerium neu gegründeten Scandlines AG vereint.
Bereits 1989 legten zwei deutsche Bauunternehmen ein Konzept für eine Brücken- oder Tunnelquerung am Fehmarnbelt vor.
Seit 1997 wird der Eisenbahn-Güterverkehr von Deutschland nach Kopenhagen bzw. die wirtschaftsstarke Öresundregion über die längere Jütlandlinie über Flensburg und durch den neu errichteten Großer-Belt-Bahntunnel geleitet. Auch Nachtzüge für den Personenverkehr nehmen diesen Weg. Der Schienenpersonenfernverkehr auf der Strecke Hamburg–Kopenhagen nutzte die Vogelfluglinie bis zum 14. Dezember 2019. Seitdem verkehren auch die Tageszüge zwischen Hamburg und Kopenhagen bis zur Fertigstellung der Fehmarnbelt-Verbindung über Jütland und Fünen. Da die Vogelfluglinie die Distanz zwischen Hamburg und Kopenhagen um 160 km gegenüber dem Weg über den Großen Belt verkürzt, bleibt sie für den Straßenverkehr durch Zeit- und Kraftstoffeinsparungen auch nach der Eröffnung der Straßenbrücke über den Großen Belt 1998 interessant.
Personenzügen sollen für die Verbindung von Hamburg Hbf nach Kopenhagen Hbf nur noch 2:30 Stunden benötigen (Stand 2023). Im November 2015 nannte die DB Netz als Ziel noch, mit der festen Fehmarnbeltquerung die Fahrzeit von Reisezügen zwischen Hamburg und Kopenhagen von vorher über 5 Stunden (Juli 2019) auf unter 3 Stunden zu verkürzen. Im September 2017 nannte sie als Ziel, die Fahrzeit dieser Städteverbindung auf unter 2½ Stunden zu verkürzen. Für bisher über Flensburg fahrende Güterzüge bedeutet eine feste Querung eine Verkürzung der Strecke um etwa 160 km.
Die Bahnstrecke soll mit ETCS ausgerüstet werden.
Der fast 18 Kilometer lange Fehmarnbelttunnel soll laut den Planern der Festen Fehmarnbeltquerung die Transitzeit von Kraftfahrzeugen gegenüber dem Fährtransport von 45 auf 10 Minuten verkürzen. Mit den geplanten und teilweise schon umgesetzten Ausbauten der Zulaufstrecken in Dänemark und Deutschland soll sich die Gesamtfahrzeit von Hamburg nach Kopenhagen (340 km) um 70 Minuten beim Kfz-Verkehr verkürzen. Die Verlängerung der A 1 zwischen Heiligenhafen und Puttgarden (25 km) würde die Reisezeit um weitere 5 Minuten kürzen. Aufenthalte an der Mautstation lassen sich durch die Verwendung automatischer Abbuchungsmöglichkeiten bei der Durchfahrt vermeiden.
Vorbereitend wurde auf dänischer Seite Ende 2007 das letzte Teilstück der E 47 zur Autobahn ausgebaut, sodass vom Fähranleger Rødbyhavn bis nach Kopenhagen und weiter in Richtung Oslo und Stockholm eine durchgehende Verbindung besteht.
Auf deutscher Seite wurde 2008 die Autobahn A 1 bis Heiligenhafen verlängert. Das rund 25 Kilometer lange letzte Teilstück bis Puttgarden, hierunter ein Ausbau der bisher zweispurigen Fehmarnsundbrücke bzw. eine neue Fehmarnsundquerung, stand damals noch zur Diskussion und wurde schließlich in den Ausbauzielen des Staatsvertrags berücksichtigt.

### Verkehrsentwicklung und -prognose
Der Verkehr über den Fehmarnbelt war selbst vor der Freigabe der festen Großen-Belt-Querung im europäischen Vergleich nicht sehr stark. Er betrug etwa nur die Hälfte des Verkehrs über den Großen Belt und zwei Drittel des Verkehrs über den Öresund zwischen Dänemark und Schweden. 1996 überquerten den Fehmarnbelt 994.000 Pkw und 272.000 Lkw sowie insgesamt 1.435.000 Buspassagiere und 717.000 Zugpassagiere. Dänische Schätzungen nahmen eine Steigerung der Pkw- und Lkw-Fahrten bis 2010 an, die jedoch bei einer festen Verbindung z. T. um ein Vielfaches gesteigert werden könnte. Für Zugpassagiere wurde ohne eine feste Verbindung gar ein Rückgang vorausgesagt, für den Fall des Baues jedoch fast eine Verdreifachung der damaligen Zahlen. Die Ende März 1999 in Kurzfassung vorgelegte Machbarkeitsstudie, die von den Regierungen in Kopenhagen und Bonn bereits 1994 in Auftrag gegeben wurde, ging jedoch im Falle einer festen Querung nur von einer Erhöhung des Personenverkehrs um 40 % bis zum Jahr 2010 aus.
Das Güterverkehrsaufkommen über den Fehmarnbelt wurde 1993 auf 6,9 Mio. t geschätzt, wovon jeweils etwa die Hälfte auf der Schiene und auf der Straße transportiert wurden. Schätzungen des dänischen Transportministeriums sagten voraus, dass im Jahr 2010 ein Güteraufkommen von 11,3 Mio. t auf einer festen Fehmarnbelt-Querung transportiert werden würde.
Alle erwähnten Schätzungen unterliegen hoher Unsicherheit. So ermittelte eine Studie der Dansk Vejforening aus dem Jahr 1991 für den Fall einer festen Verbindung bereits für das Jahr 2000 ein Güteraufkommen von 17 Mio. t und 9½ Mio. Pkw-Passagiere, mehr als viermal so viel wie vom dänischen Transportministerium für 2010 prognostiziert. Untersuchungen bei ähnlichen Projekten (Öresund, Großer Belt, Ärmelkanal) ergaben ferner, dass Unterschreitungen der aktuellen gegenüber der geschätzten Verkehrsnachfrage zwischen 20 und 70 Prozent die Regel sind.
Hingegen stieg der Verkehr auf der Öresundbrücke im ersten Quartal 2007 um 21 % gegenüber dem gleichen Quartal im Vorjahr. In den ersten fünf Jahren ihres Bestehens verdoppelte sich das Verkehrsaufkommen. Der Lkw-Verkehr wuchs im gleichen Maße wie der Gesamtverkehr über die Brücke.
Laut der Verkehrsverflechtungsprognose 2030 des Bundesministeriums für Verkehr und digitale Infrastruktur vom 11. Juni 2014 soll der Verkehr zwischen Deutschland und Dänemark von 22,5 Mio. t (für das Jahr 2010) auf insgesamt 34,5 Mio. t im Jahr 2030 wachsen (Summe aus Schiene + Straße). Die Wachstumsprognose von somit jährlich 2,2 % ist damit viel höher als die reine innerdeutsche Wachstumsprognose von 0,8 %.
Durch die EU-Osterweiterung stieg der Verkehrsstrom im Ostseeraum deutlich an. Als jährliches Wirtschaftswachstum in der Ostseeregion werden vier bis sechs Prozent prognostiziert. Bis 2015 würde es nach der Studie Fehmarnbelt Forecast 2002 gegenüber 2001 um 50 % (Personenverkehr) bzw. 55 % (Güterverkehr) anwachsen. Der Fährbetrieb war bereits zeitweise an seiner Kapazitätsgrenze angekommen. Zur Hauptreisezeit im Sommer reichte der Rückstau vom Fähranleger Puttgarden bis auf das Festland zurück, mit Wartezeiten von über fünf Stunden.
Den Fährverkehr auf der Vogelfluglinie will die Reederei Scandlines auch nach dem Bau des Fehmarnbelt-Tunnels auf jeden Fall fortsetzen.

### Politische Interessenlagen

#### Dänemark und Schweden
Politik und Wirtschaft in Dänemark und insbesondere in Südschweden drängen seit langem auf eine feste Verbindung, d. h. eine Brücke oder einen Tunnel, die die Entfernung zu den wichtigen Märkten in Westeuropa erheblich verkürzen würde (Malmö bis deutsche Grenze in etwa 2 Stunden). In Verträgen zum Bau der Landverbindung zwischen Dänemark und Schweden über den Öresund wurde die dänische Regierung verpflichtet, „auf eine Landverbindung über den Fehmarnbelt hinzuarbeiten, wenn eine solche Verbindung sich als wirtschaftlich und ökologisch verträglich erweisen sollte“. Der damalige Direktor des Öresund-Komitees Birger Olofsson hoffte auf eine Fertigstellung der neuen Vogelfluglinie schon zum Jahr 2006. Weite Teile der organisierten dänischen Öffentlichkeit, also Regierung, Parlament, Wirtschaftsverbände, Gewerkschaften und zahlreiche politische Parteien und Interessengruppen unterstützen eine feste Fehmarnbeltquerung. Gründe sind eine erhoffte bessere Situation der Wirtschaft im europäischen Wettbewerb und eine Verbesserung der Beschäftigungssituation.
Ab Anfang der 1990er Jahre wurden in verstärktem Maße Studien und Machbarkeitsstudien in Auftrag gegeben, die bereits zu einer verstärkten Diskussion in Dänemark führten. Durch den Bau der Großen-Belt- und Öresund-Querungen konnten Spezialisten bereits Erfahrungen bei ähnlichen Projekten sammeln. Die Vereinigung der dänischen Bauindustrie betonte bereits 1998, dass der Bau „innerhalb der nächsten vier Jahre anlaufen müsse, weil sich sonst die in Dänemark zusammengezogenen qualifizierten Fachkräfte und Experten auf andere Projekte rund um den Globus verteilten“.
Die schwedische Regierung gab im März 2010 Pläne für eine weitere Überquerung des Öresund (HH-Link) bekannt. Die Regierungen Schwedens und Dänemarks beschlossen am 15. Juni 2010 eine Evaluierung für einen Tunnel. Es wurde vermutet, dass mit der damals geplanten Eröffnung der Fehmarnbeltquerung im Jahr 2018 die Kapazität der Öresundverbindung nicht mehr ausreichen würde, wenn Güterverkehr von der Fähre auf die Schiene verlegt wird. Ferner sollte bis 2013 die E 22 zwischen Kristianstad und Malmö durchgängig Autobahn werden.
Am 28. April 2015 beschloss das dänische Parlament den Bau des Fehmarnbelt-Tunnels.

#### Schleswig-Holstein / Deutschland
Die schleswig-holsteinische Landesregierung hatte sich mit Kabinettsbeschluss vom 14. Dezember 1999 für die Realisierung einer festen Fehmarnbelt-Querung ausgesprochen. Im Koalitionsvertrag auf Landesebene zwischen CDU und SPD vom 16. April 2005 wurde sie als ein prioritäres Projekt angeführt, dessen Umsetzung angestrebt wird. Befürchtet werden in der Region gewisse Arbeitsplatzverluste in der Fährschifffahrt und insbesondere in der Tourismusbranche, die den Hauptwirtschaftszweig auf der Insel Fehmarn darstellt. Eine starke Verlagerung des Kfz-Verkehrs von der Großen-Belt-Verbindung auf die Vogelfluglinie würde den Tourismus auf Fehmarn erheblich beeinträchtigen, zumal die Insel seit Jahren versucht, durch neue Konzepte im Nahverkehr und aktive Programme zur alternativen Energiegewinnung ein Image des umweltfreundlichen Tourismus aufzubauen.
Auch Umweltorganisationen und -parteien hatten sich gegen eine feste Fehmarnbeltquerung ausgesprochen. Eine Brücke würde nach Ansicht des Naturschutzbundes Deutschland (NABU) etwa sechs bis zehn Millionen Zugvögel pro Jahr bei ihrem Flug erheblich beeinträchtigen. Der Fehmarnbelt habe eine Schlüsselfunktion im Zug arktischer Wasservögel. Weiterhin wurde zu bedenken gegeben, dass der Fehmarnbelt einer der wichtigsten Bereiche für den Austausch des Wassers zwischen Nord- und Ostsee sei. Die Machbarkeitsstudie von 1999 schätzte allerdings, dass der Eingriff der Querung in die Umweltsituation der Ostsee „nicht bedeutend“ sein werde. Bei einer Verbindung, die im Wissen um dieses Problem geplant sei, würde die Strömung vermutlich sogar weniger blockiert als durch die Fährschiffe der Vogelfluglinie. Diese Angabe wurde jedoch später widerrufen.
Der NABU befürchtet außerdem die Schädigung von in der Region ansässigen Schweinswalen. Der Projektbetreiber argumentiert, dass durch die Bauarbeiten höchstens zehn Schweinswale zeitlich begrenzt beeinträchtigt werden.
Die rot-grüne Landesregierung in Schleswig-Holstein zeigte um 1998 verstärkten Einsatz für eine Fehmarnbelt-Querung. So erwartete der parteilose schleswig-holsteinische Wirtschafts- und Verkehrsminister Horst Günter Bülck im Fall der Realisierung des Projekts einen „neuen Aufschwung“ für sein Land und bescheinigte der Fehmarnbeltquerung „neben dem Bau der Ostseeautobahn (A 20) und der Elektrifizierung der Bahnstrecke Hamburg–Lübeck erste Priorität“. Diese drei Verkehrsprojekte wurden auch von der damaligen Ministerpräsidentin Heide Simonis in ihrer Regierungserklärung vom 23. Oktober 1998 unter der Rubrik „Zukunftschance Ostseepolitik“ genannt.
Ein im Januar 1999 neu gegründeter Initiativkreis Ostsee, der zahlreiche gesellschaftliche Gruppen in Schleswig-Holstein und Hamburg vereinte, sollte Impulse für die weitere Entwicklung der internationalen Zusammenarbeit im südlichen Ostseeraum geben. Auch vor diesem Forum betonte die schleswig-holsteinische Landesregierung die Priorität der genannten Verkehrsprojekte.
Auf bundespolitischer Ebene hat die feste Fehmarnbelt-Querung ebenfalls Befürworter. Im Koalitionsvertrag vom 11. November 2005 zwischen CDU, CSU und SPD wurde die Querung als ein ÖPP-Referenzvorhaben für Deutschland aufgenommen. So sagte das Bundesverkehrsministerium der schleswig-holsteinischen Landesregierung seine Unterstützung für das Projekt zu. Bundeskanzlerin Angela Merkel äußerte sich jedoch wegen der offenen Finanzierung im Landtagswahlkampf 2006 in Mecklenburg-Vorpommern kritisch zum geplanten Projekt. Im Februar 2007 brachte die FTD.de einen Artikel unter der Überschrift Tiefensee düpiert Dänen, in dem der damalige Verkehrsminister Wolfgang Tiefensee zitiert wird, die Feste Fehmarnbeltquerung habe für die Bundesregierung „keine hervorragende Priorität“. 2007 trafen sich in Berlin Bundesverkehrsminister Tiefensee, sein dänischer Amtskollege Flemming Hansen sowie der Verkehrsminister von Schleswig-Holstein, Dietrich Austermann, und einigten sich auf den Bau einer Brücke über den Fehmarnbelt.
Das vom Bundestag und Bundesrat im November 2018 beschlossene Planungsbeschleunigungsgesetz (PBG) hat möglicherweise Einfluss auf die Widerspruchs- und Klagerechte von Anwohnern und Betroffenen der Fehmarnbelt-Querung.

#### Europa
Die Europäische Kommission zählte die feste Fehmarnbeltverbindung 1994 in einem Weißbuch zu den vordringlichsten europäischen Verkehrsprojekten, die als Kerngruppe der transeuropäischen Netze (TEN) gelten. Im Nachgang dessen wurde eine Liste der vorrangigen TEN-V-Projekte ausgearbeitet, in die die grenzüberschreitende feste Fehmarnbeltquerung mit den Schienenhinterlandanbindungen (Projekt Nr. 20) mit aufgenommen wurde. Auch hier wurde wie in dänischen und schwedischen Studien und Verträgen stets auf zusätzlichen Untersuchungsbedarf hingewiesen.
Auch auf europäischer Ebene gibt es Stimmen gegen das geplante Projekt. So erwartet der internationale Wissenschafts- und Planungsverband Baltic Sea Network (BSN), dass die Menschen in der betroffenen Region nur vorübergehend von dem Projekt profitieren, was durch Beispiele wie den Eurotunnel im Ärmelkanal belegt werde. Sie würden nach Abschluss der Bauarbeiten sogar noch stärker isoliert als vor dem Bau. Lediglich die ohnehin wirtschaftlich starken Regionen, die durch das Großprojekt verbunden werden, würden bevorzugt.

### Staatsvertrag
Bereits Ende 2006 wollten die Regierungen in Berlin und Kopenhagen entscheiden, ob das Projekt der festen Beltquerung realisiert werden sollte. Die Entscheidung wurde jedoch abermals bis zum 1. Juli 2007 vertagt, da Deutschland eine bedeckte Haltung gegenüber der Querung hatte. Jedoch signalisierte Dänemark, gegebenenfalls einen höheren Kostenanteil der damals mit ca. 5 Milliarden Euro geschätzten Baukosten zu übernehmen, falls später die Mauteinnahmen zu Dänemarks Gunsten ausfallen würden. Am 29. Juni 2007 haben sich die beiden zuständigen Verkehrsminister Flemming Hansen (Dänemark) und Wolfgang Tiefensee (Deutschland) auf den Bau der Querung geeinigt. Hierbei übernimmt Dänemark die Kosten des Querungsbauwerks und bekommt somit auch die gesamten Mauteinnahmen.
Deutschland und Dänemark unterzeichneten am 3. September 2008 in Kopenhagen (vertreten durch den damaligen deutschen Verkehrsminister Wolfgang Tiefensee und seine dänische Kollegin Carina Christensen sowie den Botschafter der Bundesrepublik Deutschland Christoph Jessen) den Staatsvertrag zum Bau einer festen Querung (Brücke oder Tunnel) für den Schienen- und Straßenverkehr über den 19 Kilometer breiten Fehmarnbelt sowie die erforderlichen Hinterlandanbindungen in Deutschland und in Dänemark.
Da es sich um einen zwischenstaatlichen Vertrag handelt, war eine Ratifizierung durch die dänischen und deutschen Gesetzgeber notwendig. Am 10. Juli 2009 wurde der Staatsvertrag von deutscher Seite, nach vorheriger Zustimmung des Bundestags, durch den Bundesrat endgültig ratifiziert. Auf dänischer Seite geschah dies bereits am 26. März 2009 durch das Folketing.
Dänemark wird demnach die feste Fehmarnbeltquerung (Querungsbauwerk, Rampen auf dänischer und deutscher Seite) errichten, betreiben und die Kosten tragen. Deutschland wird die Hinterlandanbindung auf deutscher Seite finanzieren und bauen. Des Weiteren wird der dänische Staat für die Nutzung der festen Verbindung über den Fehmarnbelt über eine Betreibergesellschaft Maut-Gebühren erheben.
Für den Ausbau und die Finanzierung der Hinterlandanbindungen sind jeweils Deutschland und Dänemark allein verantwortlich.
Zwischen Kopenhagen und Rødbyhavn in Dänemark ist die Autobahn E 47 schon vierstreifig.
Laut Staatsvertrag sind für die Hinterlandanbindungen in Deutschland und Dänemark folgende Maßnahmen vorgesehen:
| Ausbauziel | Termin                                                                       |
| auf deutscher Seite | auf deutscher Seite                                                          |
| --- | ---------------------------------------------------------------------------- |
| vierstreifiger Ausbau der Bundesstraße zwischen Heiligenhafen (Ost) und Puttgarden                                                                | bis spätestens zur Eröffnung der Festen Fehmarnbeltquerung                   |
| Elektrifizierung der Eisenbahnstrecke zwischen Lübeck und Puttgarden                                                                              | bis spätestens zur Eröffnung der Festen Fehmarnbeltquerung                   |
| zweigleisiger Ausbau und Elektrifizierung der Eisenbahnstrecke zwischen Bad Schwartau und Puttgarden                                              | bis spätestens sieben Jahre nach der Eröffnung der Festen Fehmarnbeltquerung |
| Ausnahme: Auf der bestehenden Fehmarnsundbrücke sollen die Straßenverbindung zweistreifig und die Eisenbahnstrecke eingleisig bleiben.            |                                                                              |
| auf dänischer Seite |                                                                              |
| Elektrifizierung der bestehenden Eisenbahnstrecke zwischen Ringsted und Rødbyhavn                                                                 | bis spätestens zur Eröffnung der Festen Fehmarnbeltquerung                   |
| zweigleisiger Ausbau und Elektrifizierung der Eisenbahnstrecke zwischen Vordingborg und der Storstrømsbroen sowie zwischen Orehoved und Rødbyhavn | bis spätestens zur Eröffnung der Festen Fehmarnbeltquerung                   |
| vierstreifige Autobahn (E 47) zwischen Sakskøbing und Rødbyhavn                                                                                   | (bereits ausgebaut)                                                          |

## Planung und Bau
Die Feste Fehmarnbeltquerung besteht aus vier miteinander verbundenen Bauprojekten. Neben dem Fehmarnbelttunnel mit einer Rampe auf deutschen Seite am Fährhafen Puttgarden handelt es sich um eine breitere Bundesstraße 207, den zweigleisigen Ausbau der Eisenbahnstrecke im Hinterland und eine neue Querung über den Fehmarnsund zwischen Insel und deutschem Festland.

### Finanzierung
Kostenschätzungen im Jahr 2008 zufolge sollte die gewählte Tunnellösung ca. 5 1⁄2 Mrd. Euro kosten. Über eine staatliche Betreibergesellschaft wird Dänemark der Eigentümer des Tunnels sein und das Projekt durch Kredite vorfinanzieren. Eine Tilgung dieser Kredite soll durch Mauteinnahmen geschehen. Der Tunnel sowie die dänische Hinterlandanbindung wird sich Schätzungen zufolge nach 39 Jahren amortisiert haben.
Da die Feste Fehmarnbeltquerung ein vorrangiges Projekt im Rahmen des TEN-Programms der EU ist, kann Dänemark mit Zuschüssen aus diesem Programm rechnen. Die Hälfte der Planungskosten und 10 bis 20 Prozent der Baukosten wurden 2011 von der Betreibergesellschaft angenommen, was einem Zuschuss von rund 650 Mio. Euro bis 1,18 Mrd. Euro entspricht. Im Juni 2015 wurde bekannt, dass die EU-Mittel im Zeitraum 2016 bis 2019 rund 589 Millionen Euro betragen werden.
Bei dem Beschluss des dänischen Parlamentes im April 2015 wurden die Baukosten für den Tunnel auf 7,4 Mrd. Euro geschätzt. Der Bundesrechnungshof bemängelt die Steigerung der Kosten der Hinterlandanbindung auf deutscher Seite von 800 Millionen auf 2,2 Milliarden Euro.
Nach Angaben der Deutschen Bahn ist die Anbindung auf deutscher Seite trotz zusätzlicher Kosten für eine neue Sundquerung immer noch rentabel.

### Fehmarnbelttunnel

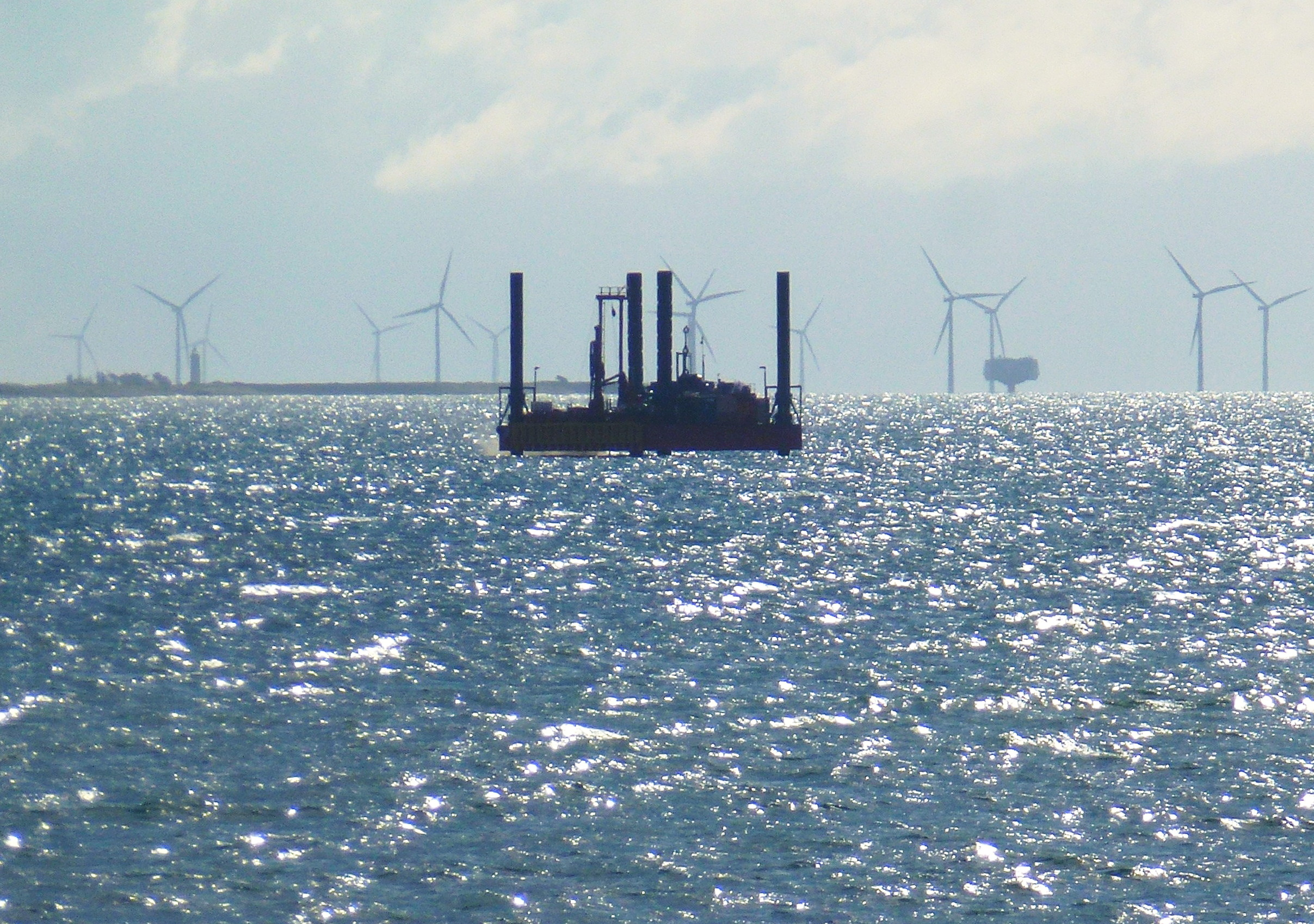
Bohrinsel vor Rødby zur Ausführung von Probebohrungen für die Fehmarnbeltquerung im September 2015

Nicht nur die Frage, ob überhaupt eine feste Querung umgesetzt werden sollte, wurde kontrovers diskutiert, sondern auch die Frage, in welcher Form diese umgesetzt werden sollte. Denkbar waren eine Brücke, ein Tunnel oder eine Kombination aus beidem. Die Femern A/S als Bauherr gab im November 2010 bekannt, sie habe dem dänischen Verkehrsminister mitgeteilt, dass die bevorzugte Lösung des Unternehmens für die Feste Fehmarnbeltquerung ein Absenktunnel sei.
Am 1. Februar 2011 billigte das dänische Parlament Pläne zur Realisierung der Fehmarnbelt-Querung als Absenktunnel, wie von der Planungs- und Betreibergesellschaft Femern A/S vorgeschlagen. Hauptargumente waren dabei die Erwartung geringerer Kosten und Umweltbeeinflussung. Damals wurde mit einem Baubeginn im Jahr 2014 und einer Eröffnung 2020 gerechnet.
Mittlerweile wurden diese Termine mehrmals nach hinten verschoben.
Ausschlaggebend für die Tunnellösung waren der Empfehlung der Femern A/S zufolge verschiedene Punkte. Die Sicherheit des Schiffsverkehrs ist einer dieser Punkte. Da mit einer Brücke der ohnehin schon stark befahrene Fehmarnbelt weiter verengt wird, besteht immer das Risiko einer Kollision mit Schäden an Brücke, Schiff und Umwelt. Das technische Risiko wird beim Bau einer Brücke mit erforderlichen Spannweiten über 700 Metern ebenfalls als größer angenommen, als beim Bau eines Absenktunnels, auch wenn dieser im Vergleich mit anderen Projekten in größerer Tiefe errichtet werden muss.
Die offizielle, internationale Ausschreibung des Projektes erfolgte am 27. August 2013 bei einem ersten Treffen von Vertretern der präqualifizierten Konsortien und des Auftraggebers in Kopenhagen.
Am 18. Oktober 2013 stellte Femern A/S offiziell den Antrag auf Eröffnung des Planfeststellungsverfahrens für den deutschen Tunnelteil. Vom 5. Mai bis zum 6. Juni 2014 wurden die Planfeststellungsunterlagen durch die zuständige Anhörungsbehörde, den Landesbetrieb Straßenbau und Verkehr (LBV) Schleswig-Holstein, in Kiel, Lübeck, auf Fehmarn und in anderen Gemeinden und Städten Ostholsteins öffentlich ausgelegt. Bis zum 3. Juli 2014 konnten betroffene Bürger Einwendungen und öffentliche Behörden Stellungnahmen zum Tunnelprojekt einreichen.
Im Rahmen des Planfeststellungsverfahrens gingen beim Landesbetrieb Straßenbau und Verkehr (LBV) Schleswig-Holstein 3100 Einwendungen ein. Diese wurden in Erörterungsterminen mit dem Antragsteller verhandelt, auf deren Basis der LBV Schleswig-Holstein einen Planfeststellungsbeschluss erstellte. Femern A/S rechnete mit einem Planfeststellungsbeschluss, der die endgültige Genehmigung für den Bau des Fehmarnbelttunnels auf deutscher Seite darstellt, im Mai 2015. Die Antworten zu den 12.600 Einwendungen auf deutscher Seite wurden am 15. Februar 2017 von Femern A/S an die schleswig-holsteinische Planfeststellungsbehörde Landesbetrieb für Straßenbau und Verkehr übergeben. Der Planfeststellungsbeschluss wurde im Januar 2019 erlassen.
Am 1. Januar 2021 wurde der erste Spatenstich auf dänischer Seite gesetzt, am 29. November 2021 auf deutscher Seite. Am dänischen Tunnelportal begannen Anfang Mai 2022 die Arbeiten. Hier ist der Portalbereich etwa 550 × 300 Meter groß. Im Sommer 2022 ging der dänische Arbeitshafen in Betrieb. Über den Arbeitshafen werden Baumaterialien direkt zur Fehmarnbelt-Baustelle geliefert.
Bei Rødbyhavn entstand ab 2021 eine Tunnelfabrik, in der die jeweils 217 Meter langen und 42 Meter breiten Tunnelelemente hergestellt werden. Diese 89 Tunnelelemente werden in den Fehmarnbelt geschleppt, nacheinander abgesenkt und abwechselnd von dänischer und deutscher Seite aneinandergesetzt, bis zum Schluss das letzte Element in der Mitte des Fehmarnbelts eingebaut ist. Insgesamt werden 3,2 Millionen Kubikmeter Beton verbaut. Für die Tunnelelemente muss am Meeresboden ein durchschnittlich etwa 12 Meter tiefer Graben ausgehoben werden. Die Breite hängt von der Meerestiefe und der Beschaffenheit des Meeresbodens ab. Insgesamt werden rund 19 Millionen Kubikmeter Meeresboden ausgehoben. Im Herbst 2023 berichtete die Betreibergesellschaft, dass 95 Prozent der Aushubarbeiten für den 18 Kilometer langen Graben bereits abgeschlossen seien.

### Deutsche Hinterlandanbindung
| \| \| von Hamburg \| \| \| \| \| Lübeck Hbf \| \| \| \| \| Bad Schwartau \| \| \| \| \| Ratekau/Timmendorfer Strand \| \| \| \| \| \| \| \| \| \| Timmendorfer Strand \| \| \| \| \| Scharbeutz \| \| \| \| \| Haffkrug \| \| \| \| \| \| \| \| \| \| Sierksdorf \| \| \| \| \| Neustadt (Holstein) Gbf \| \| \| \| \| Neustadt (Holstein) Pbf \| \| \| \| \| \| \| \| \| \| Lensahn \| \| \| \| \| Oldenburg in Holstein \| \| \| \| \| \| \| \| \| \| Großenbrode/Heiligenhafen \| \| \| \| \| Großenbrode \| \| \| \| \| \| \| \| \| \| geplanter Fehmarnsundtunnel \| \| \| \| \| Burg-West \| \| \| \| \| Burg auf Fehmarn \| \| \| \| \| \| \| \| \| \| Puttgarden \| \| \| \| \| Fehmarnbelttunnel (im Bau) \| \| \| \| \| nach Dänemark \| \| \| |                             |  |  |
| Strecke | von Hamburg                 |  |  |
| Bahnhof | Lübeck Hbf                  |  |  |
| Bahnhof | Bad Schwartau               |  |  |
| Bahnhof | Ratekau/Timmendorfer Strand |  |  |
| Verschwenkung von links (Strecke außer Betrieb) · Verschwenkung von rechts |                             |  |  |
| Bahnhof (Strecke außer Betrieb) · Strecke | Timmendorfer Strand         |  |  |
| Bahnhof (Strecke außer Betrieb) · Bahnhof | Scharbeutz                  |  |  |
| Bahnhof (Strecke außer Betrieb) · Bahnhof | Haffkrug                    |  |  |
| Abzweig ehemals geradeaus und von links · Abzweig geradeaus und nach rechts |                             |  |  |
| Haltepunkt / Haltestelle · Strecke | Sierksdorf                  |  |  |
| Dienststation / Betriebs- oder Güterbahnhof · Strecke | Neustadt (Holstein) Gbf     |  |  |
| Haltepunkt / Haltestelle Streckenanfang und quer · Abzweig ehemals geradeaus und nach rechts · Strecke | Neustadt (Holstein) Pbf     |  |  |
| Verschwenkung nach links (Strecke außer Betrieb) · Verschwenkung nach rechts |                             |  |  |
| Bahnhof | Lensahn                     |  |  |
| Bahnhof | Oldenburg in Holstein       |  |  |
| Verschwenkung von links (Strecke außer Betrieb) · Verschwenkung von rechts |                             |  |  |
| Strecke (außer Betrieb) · Bahnhof | Großenbrode/Heiligenhafen   |  |  |
| Bahnhof (Strecke außer Betrieb) · Strecke | Großenbrode                 |  |  |
| Verschwenkung nach links (Strecke außer Betrieb) · Verschwenkung nach rechts |                             |  |  |
| Tunnel bzw. Unterführung unter Wasserlauf | geplanter Fehmarnsundtunnel |  |  |
| Dienststation / Betriebs- oder Güterbahnhof | Burg-West                   |  |  |
| Kopfbahnhof Streckenanfang und quer · Abzweig geradeaus, nach rechts und von rechts | Burg auf Fehmarn            |  |  |
| Verschwenkung von links · Verschwenkung von rechts (Strecke außer Betrieb) |                             |  |  |
| Tunnelanfang · Bahnhof (Strecke außer Betrieb) | Puttgarden                  |  |  |
| Strecke unter Wasserlauf (im Tunnel) · Eisenbahnfähre (Strecke außer Betrieb) | Fehmarnbelttunnel (im Bau)  |  |  |
| Strecke (im Tunnel) · Strecke (außer Betrieb) | nach Dänemark               |  |  |

Im Mai 2010 wurde durch das Land Schleswig-Holstein die Einleitung eines Raumordnungsverfahren für die Schienenhinterlandanbindung über die Bahnstrecke Lübeck–Puttgarden festgelegt. Hierzu fand am 22. Juni 2010 eine Antragskonferenz statt. Ziel des Verfahrens ist unter Einbindung von Kommunen, Behörden, Fachverbänden und der Öffentlichkeit die mit dem Projekt verbundenen räumlichen Eingriffe abzuklären und nach Möglichkeit alle Aspekte zu prüfen.
Im Oktober 2011 wurde die Baureife für 2016 und die Inbetriebnahme für 2020 angestrebt.
Am 11. November 2010 veröffentlichte das Bundesverkehrsministerium das Ergebnis der Überprüfung des Bedarfsplans für die Bundesschienenwege. Darin wurden für die Hinterlandanbindung der Festen Fehmarnbeltquerung ein Kostenvolumen von 817 Mio. Euro und ein Nutzen-Kosten-Verhältnis von 6,7 genannt.
Die Elektrifizierung der deutschen Bestandsstrecke sollte 2021 abgeschlossen werden, der Neubau des zweiten Gleises im Jahr 2028 (Stand Dezember 2013). Für beide Maßnahmen waren zusammen 817 Millionen Euro vorgesehen (Stand 2013).
Bis Ende 2012 wurden die für das Raumordnungsverfahren nötigen Unterlagen zusammengestellt und das Verfahren anschließend im Januar 2013 endgültig durch die zuständige Behörde eingeleitet.
Am 6. Mai 2014 veröffentlichte die Staatskanzlei Schleswig-Holstein das Ergebnis des Raumordnungsverfahrens. Danach ist – abweichend von der vorherigen Planung – eine Neubaustrecke von etwa 55 Kilometer Länge nahe der Autobahn mit Umfahrungen der Gemeinden Ratekau, Lensahn und Großenbrode vorgesehen. Diese und der Streckenabschnitt auf Fehmarn sollen für 200 km/h ausgebaut werden.
Die vorhandene eingleisige Strecke sollte nach den damaligen Plänen, mit Ausnahme einer bei Haffkrug abzweigenden Stichstrecke nach Neustadt in Holstein, nach Fertigstellung der Neubaustrecke stillgelegt werden. Damit verlören zahlreiche Fremdenverkehrsorte an der Altstrecke ihre direkte Eisenbahnanbindung.
Am 15. Januar 2015 wurde ein Schreiben des deutschen Verkehrsministers Alexander Dobrindt an seinen dänischen Amtskollegen Magnus Heunicke bekannt, dem zufolge die Deutsche Bahn „mit einer Verzögerung von mehreren Jahren“ für die Fertigstellung der Hinterlandanbindung auf deutscher Seite rechnet.
Mitte September 2015 schloss die Deutsche Bahn die Vorplanung für das weitere Genehmigungsverfahren ab. Die Trassierung der etwa 84 Kilometer langen, in weiten Teilen neu zu bauenden Strecke Lübeck–Puttgarden weicht von der Raumordnungstrasse ab. Südlich von Ratekau verlässt die Trasse die Bestandsstrecke, um von dort in räumlicher Anlehnung bis Oldenburg in Holstein, das östlich umfahren wird, der BAB 1 zu folgen. Von dort wird die Bestandsstrecke ausgebaut, wobei Großenbrode nördlich entlang der B 207 umfahren wird.
Am 28. Mai 2020 wurde der Bericht über das Ergebnis der Vorplanung und der frühen Öffentlichkeitsbeteiligung zur Ausbaustrecke/Neubaustrecke Hamburg–Lübeck–Puttgarden vorgelegt. Das Eisenbahn-Bundesamt geht demzufolge davon aus, dass mit der Vorzugsvariante der zuwendungsrechtlich geforderte Grundsatz der Wirtschaftlichkeit und Sparsamkeit gewahrt wird. Die vom Projektbeirat erhobenen zusätzlichen Forderungen gehen über die gesetzlichen Regelungen hinaus und sind daher nicht Teil der Vorzugsvariante. Sollten diese Forderungen im Zuge der Projektrealisierung umgesetzt werden, würde dies zu erheblichen Mehrkosten, einer Verringerung des Nutzen-Kosten-Quotienten und einer Verlängerung der Bauzeit von bis zu sieben Jahren führen. Der Deutsche Bundestag forderte im Rahmen der gemäß Bedarfsplanumsetzungsvereinbarung vorgesehenen parlamentarischen Befassung mit Beschluss vom 2. Juli 2020 die Bundesregierung auf, die Vorzugsvariante unter Berücksichtigung folgender zusätzlicher Maßnahmen umzusetzen:
- Finanzierung von übergesetzlichen schalltechnischen und erschütterungstechnischen Schutzmaßnahmen
- Trassierung mit
  - einem 3,2 m tiefen Trog im Bereich des Bahnhofs Bad Schwartau
  - einer Tieferlegung im Ortsbereich von Sierksdorf (Mehrkosten 1 Mio. Euro)
  - Übernahme von Mehrkosten im Bereich von Ruppersdorf
- Entlastung der Kommunen von ihrer Beteiligung an den Kosten für die Bahnhofsumgestaltung

Nach vertiefenden Planungen stellte die DB Netz AG fest, dass sich die abgewandelte Trassierung im Einschnitt bei Sierksdorf nicht wie geplant umsetzen lasse. Da in dem Bereich gespanntes Grundwasser angetroffen wurde, müsse ein aufwändiges Trogbauwerk errichtet werden, was zu erheblich höheren Kosten von etwa 50 Mio. Euro führen würde. Der Haushaltsausschuss des Bundestages bewilligte im Juni 2023 stattdessen die Finanzierung einer Alternativvariante zur Tieferlegung der Trasse mit Mehrkosten von 9,9 Mio. Euro.
Die Deutsche Bahn AG beziffert den Umfang der Neu- und Umbauarbeiten für die Hinterlandanbindung, einschließlich des neuen Fehmarnsundtunnells sowie den Projektanpassungen, die aus dem Raumordnungsverfahren resultieren, wie folgt:
- 88 km Strecke, davon
  - 55 km Neubau
  - 33 km Ausbau der Bestandstrasse
- 47 km Schallschutzwände
- 160 km Gleise
- 172 km Oberleitung
- 80 Brücken
- 7 Verkehrsstationen
- 6,5 Mio. m³ Erdbewegungen
- 5 Autobahnanschlüsse.

Am 31. August 2022 wurde der Schienenverkehr auf der bisherigen Bahnstrecke zwischen Neustadt (Holstein) und Puttgarden planmäßig eingestellt, um die umfangreichen Bauarbeiten des Schienenausbaus beginnen zu können.
Am 7. Dezember 2023 fand auf der Insel Fehmarn der offizielle Baubeginn für den Ausbau der Schienen-Hinterlandanbindung zum Fehmarnbelttunnel auf deutscher Seite statt. Bei dieser Veranstaltung waren hochrangige Vertreter der DB, der Bundesregierung, des Landes Schleswig-Holstein und der Europäischen Union anwesend. Im Januar 2024 schrieb die Deutsche Bahn die Generalplanung für die Hinterlandanbindung aus.
Am 18. März 2024 erließ das Eisenbahn-Bundesamt den Planfeststellungsbeschluss für den Planfeststellungsabschnitt 6. Dieser umfasst im Wesentlichen den Ausbau und die Elektrifizierung der Bestandsstrecke auf der Insel Fehmarn und ist damit der erste Abschnitt, für den Baurecht vorliegt. Der Planfeststellungsbeschluss für den Abschnitt 5.2 (Großenbrode) folgte am 27. Juni 2025.

### Fehmarnsundbrücke
Die schleswig-holsteinische Landesregierung meldete den Neu- oder Ausbau einer Fehmarnsundquerung für den Bundesverkehrswegeplan 2030 an, da sie die Fehmarnsundbrücke für ein Nadelöhr der deutschen Hinterlandanbindung hielt. Die Notwendigkeit dafür wurde im Dezember 2012 durch ein Gutachten der Deutschen Bahn belegt. Demnach kann die vorhandene Fehmarnsundbrücke im jetzigen Zustand die höheren Belastungen nach der Eröffnung der Festen Fehmarnbeltquerung nicht mehr aufnehmen.
Die Planungen für eine neue Querung des Fehmarnsundes wurden seitdem weiter konkretisiert. Ergänzend zur Brücke soll bis 2028 ein Absenktunnel mit einer vierstreifigen Straße und einer zweigleisigen Bahnstrecke gebaut werden. Die Fehmarnsundbrücke soll erhalten bleiben.

### Dänische Hinterlandanbindung
Für den Ausbau der Eisenbahn-Hinterlandanbindung auf dänischer Seite erfolgte am 2. September 2014 der erste Spatenstich. Zwischen Rødbyhavn und Vordingborg wird ein zusätzliches Gleis gebaut und die Bahnstrecke Ringsted–Rødbyhavn elektrifiziert. Außerdem sollen 18 alte Brücken abgerissen und durch neue ersetzt werden und die auf dem Abschnitt liegenden Bahnhöfe modernisiert werden. Eine neue Storstrømbrücke wird gebaut. Ab 2020 sollen Züge mit bis zu 200 Kilometer pro Stunde auf diesem Abschnitt fahren können.
Das dänische Parlament hat am 26. März 2019 beschlossen, eine Reihe größerer Bauarbeiten in Dänemark auf den Weg zu bringen. Es werden Arbeiten für 5,8 Milliarden Kronen kommissioniert.

## Terminplan
Nach einer Einschätzung des Eisenbahn-Bundesamtes von Juli 2025 könnte sich die Fertigstellung gegenüber früheren Plänen bis Ende 2032 verzögern. Die Behörde gibt an, dass „die Bauzeit für das Tunnelbauwerk und der Anschlussinfrastruktur […] mitsamt der Inbetriebnahme ca. 6 Jahre und 5 Monate“ betrage.
Die DB AG teilte am 23. Juli 2025 dem Bundesministerium für Verkehr mit, dass sich die Fertigstellung der Hinterlandanbindung für die feste Fehmarnbeltquerung über den bisher angestrebten Termin 2029 hinaus verzögern wird. Das BMV hat daraufhin im Sinne des Artikel 22 des Staatsvertrags den dänischen Vertragspartnern vorgeschlagen, dass die Vorhabenträgerinnen Femern A/S und DB InfraGO AG einen an die geänderten, aktuellen Rahmenbedingungen angepassten Inbetriebnahmetermin abstimmen.

## Projektgegner, Bürgerbeteiligung und Klagen

### Aktionsbündnis gegen eine feste Fehmarnbelt-Querung
Der Ausbau der Nord-Süd-Verkehrsverbindung einschließlich der Hinterlandanbindungen durch Schiene und Straße ist insbesondere bei der Bevölkerung in der betroffenen Region Ostholsteins nicht unumstritten. Der geplante Ausbau der Eisenbahnstrecke zwischen Lübeck und Puttgarden sowie der Straße zwischen Heiligenhafen und Puttgarden führt durch ein Gebiet mit einer vielfältigen touristischen Infrastruktur.
Auf deutscher Seite gründete sich 1994 das „Aktionsbündnis gegen eine feste Fehmarnbelt-Querung“, das 2010 Vereinsstatus erlangte und als Umwelt- und Naturschutzvereinigung anerkannt wurde. Der Verein klagte gegen den am 31. Januar 2019 erlassenen Planfeststellungsbeschluss für die deutsche Seite. Die Projektgegner hatten folgende Einwände:
- Gefahren für die Umwelt: Das Aktionsbündnis gegen den Tunnel sieht die marine Ökologie durch Baggerarbeiten beeinträchtigt, sollte es zu ausgedehnten Sedimentfahnen durch die Ostsee kommen
- Gefährdung der Ostseeküsten: Eintrübung vor allem im Bereich Fischland-Darß
- Havarierisiken: Umweltkatastrophe bei einem möglichen Zusammenstoß eines vollbeladenen Öltankers mit schwimmend bereitgehaltenen Tunnelsegmenten
- Rechtliche Mängel: Klagen vom Aktionsbündnis und BUND bei der EU-Kommission, weil sie das Naturschutzrecht verletzt sehen.
- Technische Probleme: Der Vorsitzende des Aktionsbündnisses sieht diese vor allem in den Bereichen der Sicherheit – etwa beim Brandschutz – und der Ventilation.
- Unrealistische Verkehrsprognosen: Basis der Planungen war die Annahme, dass der Pkw-Verkehr stark zunimmt – insbesondere durch den Tourismus. Projektgegner halten diese Annahme für unwahrscheinlich.[12][88]

### Dialogforum Feste Fehmarnbeltquerung
Das Dialogforum Feste Fehmarnbeltquerung begleitet den gesamten Prozess der Festen Fehmarnbeltquerung, also Planung und Bau des Tunnels zwischen Deutschland (Fehmarn) und Dänemark, einschließlich der Hinterlandanbindungen. Es wurde im September 2011 auf Initiative der Landesregierung Schleswig-Holstein als unabhängiges Forum einberufen. Es stellt eine neue Form der Bürgerbeteiligung dar und soll größtmögliche Transparenz im gesamten Verfahren schaffen. Es entscheidet selbst, welche Themen es wann und wie behandelt. Im Forum vereint sich das gesammelte „Know-how“ von Problemen und Lösungsmöglichkeiten. An einer Art rundem Tisch kommen Repräsentanten der Betroffenen und Verantwortlichen zusammen. Vertreten sind Gegner wie Befürworter der Querung: Bürgerinitiativen, Anwohner, Gemeinden, Gewerkschaften, Naturschützer, Bauern, Wirtschaft wie auch die Verantwortlichen für Planung und Bau von Tunnel, Schiene und Straße. Es ist die zentrale Diskussions- und Informationsplattform für alle Aspekte der Querung.
Das Dialogforum tagt alle zwei bis drei Monate. Die Sitzungen sind öffentlich, werden live übertragen und auf der Homepage des Dialogforums eingestellt. Am Schluss der Sitzungen haben die Zuschauer Gelegenheit zu Fragen und Stellungnahmen. Das Dialogforum bringt sich in die praktische Planung ein:
- Gemäß Bundestagsbeschluss vom 28. Januar 2016 dürfen Dialogforen Vorschläge unterbreiten für Lärmschutzmaßnahmen an Verkehrskorridoren des Transeuropäischen Netzes (TEN), die über das gesetzlich erforderliche Maß hinausgehen.[89] Auf dieser Basis erarbeitete das Dialogforum Feste Fehmarnbeltquerung in Absprache mit der DB AG ein Akzeptanzpaket mit einer Reihe von Kernforderungen zur Verbesserung des Lärmschutzes an der Strecke.[90] Auf dieser Grundlage stellte der Deutsche Bundestag mit Beschluss vom 2. Juli 2020 232,1 Millionen Euro zur Verfügung.[91]

- Am 9. Januar 2020 befürwortete das Dialogforum den Bau eines Absenktunnels für die Verbindung zwischen der Insel Fehmarn und dem Festland unter Beibehaltung der bestehenden Brücke für den lokalen Verkehr. Dieser Vorschlag deckt sich mit den Planungen der Deutschen Bahn AG und des Baulastträgers für die Bundesstraße.

Auf der Internetseite des Dialogforums sind Informationen über die Arbeit des Dialogforums sowie zu vielen Aspekten der Festen Fehmarnbeltquerung und ihrer Hinterlandanbindung dokumentiert. Sprecher des Dialogforums ist Christoph Jessen.

### Bürgerentscheid 2015 auf Fehmarn
Bei einem Bürgerentscheid sprachen sich am 8. März 2015 64,5 Prozent der Stimmberechtigten von Fehmarn dafür aus, dass in den kommenden zwei Jahren kein Bebauungsplan für ein rund 15 Hektar großes Gewerbegebiet zwischen Puttgarden und Marienleuchte für geplante Lagerflächen und Dienstleistungen rund um die Tunnelbaustelle aufgestellt werden darf.

### Erfolglose Klagen wegen Verletzung der EU-Wettbewerbsregeln
Die EU-Kommission hatte im Juli 2015 erklärt, keine Einwände gegen die von Dänemark geplanten staatlichen Hilfen für den staatseigenen dänischen Konzern Femern A/S für die Planung, den Bau und den Betrieb des fast 18 Kilometer langen Tunnels unter der Ostsee zu erheben und kein förmliches Prüfverfahren eröffnet. Damit schnitt sie den betroffenen privaten und öffentlichen Unternehmen – darunter Scandlines – jedoch das im förmlichen Prüfverfahren bestehende Recht zur Stellungnahme ab. Die Reedereien beschlossen die Entscheidung der EU-Kommission vor dem Gericht der Europäischen Union anzufechten, um zu erwirken, dass die Kommission ein förmliches Prüfverfahren eröffnet und eine korrekte juristische Behandlung und Beurteilung des Falls vornehmen muss. Die deutsche Reederei TT-Line legte gegen die Pläne einer festen Querung Klage ein und begründete dies damit, dass die unbegrenzten staatlichen Garantien, Staatsanleihen und Steuervorteile für die Fehmarn-Verbindung eine Verletzung der EU-Wettbewerbsregeln seien. Diese Klage unterstützte die bereits laufende Klage der deutsch-dänischen Reederei Scandlines, die im Juni 2014 – ebenfalls von Scandlines – aktualisiert und bei der EU eingereicht wurde. Damit sollte sichergestellt werden, dass die Entscheidung der Kommission aufgehoben wird und dann in einem förmlichen, transparenten Prüfverfahren Stellung zu dem Finanzierungsmodell genommen werden kann.
Die vorgesehene staatliche Förderung des geplanten Fehmarnbelt-Tunnels zwischen Dänemark und Deutschland wurde am 13. Dezember 2018 durch das Gericht der Europäischen Union als nicht rechtens verworfen und somit das Finanzierungsmodell für die Querung annulliert. Das Gericht gab damit Klagen der Reedereien Scandlines Danmark und Scandlines Deutschland sowie der schwedischen Stena Line Scandinavia teilweise statt. Gegen das Urteil konnte die EU-Kommission innerhalb von zwei Monaten Rechtsmittel vor dem Europäischen Gerichtshof in Luxemburg einlegen. Die EU-Kommission gab dann Ende März 2020 eine Erklärung ab, dass das sogenannte Staatsgarantiemodell, wonach der dänische Staat die aufgenommenen Kredite zum Bau des Tunnels staatlich absichert, grundsätzlich mit den EU-Vorschriften vereinbar sei. Die Wettbewerbskommissarin und linksliberale dänische Politikerin Margrethe Vestager begründete dies damit, dass „die positiven Auswirkungen eindeutig schwerer wiegen als potenzielle Wettbewerbsverfälschungen“.

### Abweisung von Klagen durch das Bundesverwaltungsgericht
Am 3. November 2020 hat das Bundesverwaltungsgericht in Leipzig alle zu diesem Zeitpunkt noch anhängigen Klagen, insgesamt sechs, gegen den Planfeststellungsbeschluss für die Feste Fehmarnbeltquerung letztinstanzlich abgewiesen. Vier Klageverfahren konnten bereits im Vorfeld einvernehmlich beendet werden, die sechs verbliebenen Klagen hatten keinen Erfolg. Die letzten „großen“ rechtlichen Hürden für den Bau des Tunnels wurden damit beseitigt. Am 14. Dezember 2022 wurden die letzten zwei Klagen abgewiesen, die Riffe betrafen. Dieser Aspekt war aus den anderen Verfahren ausgeklammert worden, weil die Riffe erst nach Abschluss der Planungen entdeckt worden waren. Die vorgesehenen Ausgleichsmaßnahmen stuften die Bundesrichter als rechtmäßig ein. Ein im März 2022 verhängter Baustopp wurde damit aufgehoben.

### Erfolglose Verfassungsbeschwerde
Das Aktionsbündnis gegen eine feste Fehmarnbeltquerung legte beim Bundesverfassungsgericht Beschwerde gegen das Urteil des Bundesverwaltungsgerichts vom 3. November 2020 ein. Die Beschwerde richtete sich im Wesentlichen gegen die Entscheidung des Bundesverwaltungsgerichts, die Planfeststellung trotz fehlender Erfassung schützenswerter Riffe auf der Tunneltrasse zu erlassen. Mit der Verfassungsbeschwerde stellte das Aktionsbündnis einen Antrag auf Erlass einer Einstweiligen Anordnung durch das Bundesverfassungsgericht. Die Beschwerdeführer wollten erreichen, dass der Vollzug des Planfeststellungsbeschlusses so lange ausgesetzt werde, bis die Verfassungsmäßigkeit des mit der Beschwerde angegriffenen Urteils geklärt sei. Das Bundesverfassungsgericht beschloss am 20. Januar 2022, die Beschwerde nicht zur Entscheidung anzunehmen.